# Шерелвуд (Колорадо)
Шерелвуд (енгл. Sherrelwood) насељено је место без административног статуса у америчкој савезној држави Колорадо.

## Демографија
По попису из 2010. године број становника је 18.287, што је 630 (3,6%) становника више него 2000. године.
| Група             | 2000.         | 2010.          |
| Белци             | 9.479 (53,7%) | 6.490 (35,5%)  |
| Афроамериканци    | 214 (1,2%)    | 247 (1,4%)     |
| Азијати           | 596 (3,4%)    | 429 (2,3%)     |
| Хиспаноамериканци | 7.032 (39,8%) | 10.773 (58,9%) |
| Укупно            | 17.657        | 18.287         |